# Afro-Asian Cup of Nations
De Afro-Asian Cup of Nations was een voetbaltoernooi waaraan steeds twee landen deelnamen, de winnaar van het Afrikaans kampioenschap voetbal en de winnaar van het Aziatisch kampioenschap voetbal of de winnaar van het voetbaltoernooi op de Aziatische Spelen. In 2007 werd het toernooi ook AFC Asia/Africa Challenge Cup genoemd. In 1978 werd het toernooi voor de eerste keer georganiseerd, het toernooi werd toen geannuleerd na een wedstrijd. Ook in 1989 en 2005 ging het toernooi niet door. In 1997 werd besloten het toernooi uit te stellen naar 1999, waardoor het geplande toernooi van 1999 niet doorging. In 2007 was het laatste toernooi. Recordwinnaar is Japan, dat land won de trofee twee keer.

## Overzicht
| Jaar | Gastland(en)              | Deelnemers | Winnaar     | Tweede        |
| ---- | ------------------------- | --- | ----------- | ------------- |
| 1978 | Iran                      | Ghana (Winnaar Afrikaans kampioenschap voetbal 1978) Iran (Winnaar Aziatisch kampioenschap voetbal 1976)                | –           | –             |
| 1985 | Kameroen Saoedi-Arabië    | Kameroen (Winnaar Afrikaans kampioenschap voetbal 1984) Saoedi-Arabië (Winnaar Aziatisch kampioenschap voetbal 1984)    | Kameroen    | Saoedi-Arabië |
| 1988 | Qatar                     | Zuid-Korea (Winnaar Afrikaans kampioenschap voetbal 1986) Egypte (Winnaar Aziatisch Spelen 1986)                        | Zuid-Korea  | Egypte        |
| 1991 | Iran Algerije             | Algerije (Winnaar Afrikaans kampioenschap voetbal 1990) Iran (Winnaar Aziatisch Spelen 1990)                            | Algerije    | Iran          |
| 1993 | Japan                     | Ivoorkust (Winnaar Afrikaans kampioenschap voetbal 1992) Japan (Winnaar Aziatisch kampioenschap voetbal 1992)           | Japan       | Ivoorkust     |
| 1995 | Oezbekistan Nigeria       | Nigeria (Winnaar Afrikaans kampioenschap voetbal 1994) Oezbekistan (Winnaar Aziatisch Spelen 1994)                      | Nigeria     | Oezbekistan   |
| 1999 | Zuid-Afrika Saoedi-Arabië | Zuid-Afrika (Winnaar Afrikaans kampioenschap voetbal 1996) Saoedi-Arabië (Winnaar Aziatisch kampioenschap voetbal 1996) | Zuid-Afrika | Saoedi-Arabië |
| 2007 | Japan                     | Egypte (Winnaar Afrikaans kampioenschap voetbal 2006) Japan (Gastland)                                                  | Japan       | Egypte        |

## Toernooien

### Afro-Asian Cup of Nations 1978
De winnaar van het Aziatisch kampioenschap voetbal 1976, Iran, nam op het op  tegen Ghana, de winnaar van het Afrikaans kampioenschap voetbal 1978. Het Iraanse voetbalelftal won met 3–0 op 19 mei 1978 De tweede wedstrijd werd echter gecanceld vanwege de politieke problemen in Iran.
|             |      |       |       |               |
| 19 mei 1978 | Iran | 3 – 0 | Ghana | Teheran, Iran |
| 19 mei 1978 |      |       |       | Teheran, Iran |

### Afro-Asian Cup of Nations 1985
Deze editie werd gespeeld tussen Kameroen, de winnaar van het Afrikaans kampioenschap voetbal 1984 en Saoedi-Arabië, de winnaar van het Aziatisch kampioenschap voetbal 1984. Het was de eerste editie die volledig uitgespeeld werd en Kameroen won dit toernooi. 
|                   |                                              |              |                | |
| 15 september 1985 | Kameroen                                     | 4 – 1        | Saoedi-Arabië  | Stade Ahmadou Ahidjo, Yaoundé, Kameroen Toeschouwers: 60.000 Scheidsrechter: Gebreysus Tesfaye (ETH) |
| 15 september 1985 | Omam-Biyik 8' Milla 33' 84' Kundé 87' (pen.) | Externe link | Abu Dawood 44' | Stade Ahmadou Ahidjo, Yaoundé, Kameroen Toeschouwers: 60.000 Scheidsrechter: Gebreysus Tesfaye (ETH) |

|                |                             |              |                |                                                                                                |
| 4 oktober 1985 | Saoedi-Arabië               | 2 – 1        | Kameroen       | Koning Fahdstadion, Taif, Saudi-Arabië Toeschouwers: 20.000 Scheidsrechter: Jassim Mandi (BHR) |
| 4 oktober 1985 | Mohammed 9' Abdul-Jawad 86' | Externe link | Omam-Biyik 57' | Koning Fahdstadion, Taif, Saudi-Arabië Toeschouwers: 20.000 Scheidsrechter: Jassim Mandi (BHR) |

### Afro-Asian Cup of Nations 1988
In 1998 ging het toernooi tussen de winnaar van het Afrikaans kampioenschap voetbal 1986, Egypte en de winnaar van het voetbaltoernooi op de Aziatische Spelen van 1986, Zuid-Korea. In tegenstelling tot het vorige toernooi werd er dit keer maar 1 wedstrijd gespeeld op neutraal terrein. In Qatar werd het 1–1. Strafschoppen waren nodig om de winnaar te bepalen. 
|                |                           |                       |                   |                                                                     |
| 6 januari 1988 | Zuid-Korea Lee Tae-Ho 65' | 1 – 1 (n.v.) pen. 4–3 | Egypte Younes 88' | Doha, Qatar Toeschouwers: 15.000 Scheidsrechter: Jassim Mandi (BHR) |
| 6 januari 1988 | Externe link              |                       |                   | Doha, Qatar Toeschouwers: 15.000 Scheidsrechter: Jassim Mandi (BHR) |

### Afro-Asian Cup of Nations 1991
In 1991 werd het toernooi gespeeld tussen Algerije, de winnaar van het Afrikaans kampioenschap voetbal 1990 en Iran, de winnaar van het voetbaltoernooi van de Aziatische Spelen van 1990. Het werd over twee wedstrijden 2–2, maar Algerije won vanwege het aantal uitdoelpunten dat zij scoorden.
|                   |                  |       |            |                                                                                     |
| 27 september 1991 | Iran             | 2 – 1 | Algerije   | Azadistadion, Teheran, Iran Toeschouwers: 100.000 Scheidsrechter: Nizar Watti (SYR) |
| 27 september 1991 | Marfavi 13', 78' |       | Lazizi 23' | Azadistadion, Teheran, Iran Toeschouwers: 100.000 Scheidsrechter: Nizar Watti (SYR) |

|                 |               |       |      |                                                                                                |
| 13 oktober 1991 | Algerije      | 1 – 0 | Iran | Stade 5 Juillet 1962, Algiers, Algerije Toeschouwers: 80.000 Scheidsrechter: Naji Jouini (TUN) |
| 13 oktober 1991 | Benhalima 78' |       |      | Stade 5 Juillet 1962, Algiers, Algerije Toeschouwers: 80.000 Scheidsrechter: Naji Jouini (TUN) |

### Afro-Asian Cup of Nations 1993
Het toernooi van 1993 werd gespeeld tussen de winnaar van het Aziatisch kampioenschap voetbal 1992 en de winnaar van het Afrikaans kampioenschap voetbal 1992, Japen en Ivoorkust. Er werd 1 wedstrijd gespeeld in Tokio, Japan.
|                |            |              |           |                                                                                       |
| 4 oktober 1993 | Japan      | 1 – 0 (n.v.) | Ivoorkust | Olympisch Stadion, Tokio, Japan Toeschouwers: 53.302 Scheidsrechter: Wei Jihong (CHN) |
| 4 oktober 1993 | Miura 116' | Externe link |           | Olympisch Stadion, Tokio, Japan Toeschouwers: 53.302 Scheidsrechter: Wei Jihong (CHN) |

### Afro-Asian Cup of Nations 1995
In 1995 werd het toernooi gespeeld tussen de winnaar van het voetbaltoernooi op de Aziatische Spelen van 1994, Oezbekistan en de winnaar van het Afrikaans kampioenschap voetbal 1994, Nigeria. Er werden 2 wedstrijden gespeeld op dit toernooi. In beide landen een wedstrijd.  
|                 |                          |              |                                   |                                                               |
| 21 oktober 1995 | Oezbekistan              | 2 – 3        | Nigeria                           | Pakhtakor Stadium, Tashkent, Oezbekistan Toeschouwers: 55.000 |
| 21 oktober 1995 | Kasimov 70' Fyodorov 85' | Externe link | Oliseh 10' Ikpeba 65' N. Kanu 71' | Pakhtakor Stadium, Tashkent, Oezbekistan Toeschouwers: 55.000 |

|                  |             |              |             |                                                                                                 |
| 10 november 1995 | Nigeria     | 1 – 0        | Oezbekistan | National Stadium, Lagos, Nigeria Toeschouwers: 60.000 Scheidsrechter: Sidi Bekaye Magassa (MLI) |
| 10 november 1995 | Amunike 82' | Externe link |             | National Stadium, Lagos, Nigeria Toeschouwers: 60.000 Scheidsrechter: Sidi Bekaye Magassa (MLI) |

### Afro-Asian Cup of Nations 1999
Het toernooi tussen de winnaar van het Aziatisch kampioenschap voetbal 1996, Saoedi-Arabië en de winnaar van het Afrikaans kampioenschap voetbal 1996 zou aanvankelijk in 1997 worden gespeeld. Voor Zuid-Afrika was dit geen optie, er was geen tijd voor. Besloten werd om het toernooi daarom uit te stellen naar 1999.
|                   |             |              |               | |
| 18 september 1999 | Zuid-Afrika | 1 – 0        | Saoedi-Arabië | Green Point Stadion, Kaapstad, Zuid-Afrika Toeschouwers: 20.000 Scheidsrechter: Felix Tangawarima (ZIM) |
| 18 september 1999 | Ndlanya 48' | Externe link |               | Green Point Stadion, Kaapstad, Zuid-Afrika Toeschouwers: 20.000 Scheidsrechter: Felix Tangawarima (ZIM) |

|                   |               |       |             |                                                                           |
| 30 september 1999 | Saoedi-Arabië | 0 – 0 | Zuid-Afrika | King Fahd International Stadium, Riyad, Saudi-Arabië Toeschouwers: 50.000 |
| 30 september 1999 | Externe link  |       |             | King Fahd International Stadium, Riyad, Saudi-Arabië Toeschouwers: 50.000 |

### Afro-Asian Cup of Nations 2007
De editie in 2007 werd ook wel AFC Asia/Africa Challenge Cup genoemd, het was 8 jaar na de vorige editie. De winnaar van het Afrikaans kampioenschap voetbal 2006, Egypte, nam het op tegen het gastland Japan. Er werd slechts 1 wedstrijd gespeeld in oktober 2007. Japan won voor de tweede keer het toernooi. 
|                       |                                   |              |          |                                                                                          |
| 17 oktober 2007 19:30 | Japan                             | 4 – 1        | Egypte   | Nagai Stadium, Osaka, Japan Toeschouwers: 41.901 Scheidsrechter: Grzegorz Gilewski (POL) |
| 17 oktober 2007 19:30 | Ōkubo 21', 42' Maeda 53' Kaji 68' | Externe link | Fadl 58' | Nagai Stadium, Osaka, Japan Toeschouwers: 41.901 Scheidsrechter: Grzegorz Gilewski (POL) |